# Ту-114
Ту-114 «Россия» (по кодификации NATO: Cleat — «Планка») — советский турбовинтовой дальнемагистральный пассажирский самолёт 1-го класса, спроектированный в 1955 году на основе бомбардировщика Ту-95.
Ту-114 производился серийно в 1961—1965 годах на заводе № 18 в Куйбышеве (ныне Самара). Всего было построено 32 экземпляра серийных самолётов и один опытный прототип.

## История разработки
Уже в начале 1950-х годов стало очевидно, что будущее — за реактивной пассажирской авиацией. Однако в СССР созданием новых пассажирских самолётов изначально занималось ОКБ Туполева, которое прежде всего имело опыт в создании и производстве военных самолётов нового поколения, в частности, дальних бомбардировщиков: реактивного Ту-16 и турбовинтового Ту-95. Создать пассажирские самолёты нового поколения требовалось в кратчайшие сроки, поэтому они и создавались на основе готовых проектов бомбардировщиков. Таким образом, пассажирский реактивный лайнер Ту-104 был создан на базе бомбардировщика Ту-16, а Ту-114 на базе Ту-95. Разработка самолёта Ту-114 была начата в ОКБ Туполева в 1955 году на основании Постановления Совета Министров СССР № 1561—868. Ведущим конструктором был назначен Н. И. Базенков. Самолёт имел обозначение Ту-95П, внутренний шифр КБ — «самолёт 114».
При разработке не обошлось без трудностей. В отличие от Ту-95, Ту-114 проектировался как низкоплан, что вынудило конструкторов значительно увеличить высоту стоек шасси, в результате чего он стал значительно выше других гражданских самолётов. И это впоследствии добавило проблем при эксплуатации лайнера. Уже через два года после начала разработки — 15 ноября 1957 года — Ту-114 «Россия» совершил свой первый полёт, пилотируемый экипажем лётчика-испытателя А. П. Якимова. На момент своего создания и до конца 1960-х годов Ту-114 считался самым большим пассажирским самолётом в мире. Опытная эксплуатация самолёта производилась во Внуковском 206-м лётном отряде «Аэрофлота».
Два самолёта Ту-116 (Ту-114Д (дипломатический)) не являлись модификациями Ту-114 и были специально переоборудованными из бомбардировщика Ту-95 пассажирскими самолётами для дальних полётов руководства СССР, построенными на случай непредвиденной задержки с производством первых Ту-114. Имели встроенную в незначительно переоборудованный фюзеляж бомбардировщика герметичную пассажирскую кабину-капсулу с иллюминаторами и встроенным трапом, включающую в себя два салона на 20 человек, кухню, туалет, служебное помещение. Имели гражданскую окраску.

## Конструкция
Самолёт Ту-114 представляет собой четырёхмоторный турбовинтовой низкоплан со стреловидным крылом, однокилевым оперением и управляемым стабилизатором. Оснащён четырьмя ТВД НК-12МВ с двумя соосными противовращающимися воздушными винтами АВ-60 на каждом. Суммарная мощность двигателей на взлётном режиме составляет 60 тыс. л. с., при часовом расходе топлива 7200 кг в первый час полёта и 5000—5500 кг/ч в крейсерском полёте.
Фюзеляж имеет две палубы, соединённых лестницей, на нижней из которых располагаются два багажных отсека, комната отдыха экипажа и кухня, а на верхней — пассажирский салон.
Кухня снабжена подъёмником для подачи блюд в салон, первоначально в составе экипажа был повар.
Для пассажиров Ту-114 было предусмотрено три салона и четыре купе. В первом салоне устанавливалось 41 кресло (ряды с 1 по 7), во втором салоне 48 мест (ряды с 8 по 15), установленных лицом к лицу со столами между ними, затем за буфетом и лестницей на нижнюю палубу располагались четыре купе на 24 дневных или 12 спальных мест и в третьем салоне размещались 54 пассажира. На внутренних рейсах места продавались в следующем порядке: третий салон (с 21 ряда), затем первый салон, в последнюю очередь второй салон. Это соответствует уровню комфорта: второй салон находится над крылом, в зоне повышенного шума от винтов. К тому же расположенные спина к спине кресла не регулируются. При перевозке официальных делегаций этот салон использовался как ресторан для посменного питания пассажиров. Кроме того, для пассажиров с детьми были предусмотрены люльки около 16-го ряда кресел, установленного отдельно, возле буфета. Особенностью самолёта было разделение туалетов в хвостовой части на мужской и женский.
На международных рейсах, где «Аэрофлот» предлагал обслуживание в двух классах, билеты первого класса продавались в два из четырёх купе, по три места в каждое купе.
Позже, во времена бума авиаперевозок и гонки за пассажировместимостью, купе были демонтированы и на их месте устанавливались обычные пассажирские кресла.

## Самолёты, спроектированные на базе Ту-114
| Название модели                      | Краткие характеристики, отличия. |
| ------------------------------------ | --- |
| Ту-114 (с новым ПНО)                 | Два последних серийных Ту-114 с обновлённым пилотажно-навигационным оборудованием. В дальнейшем весь парк был переоборудован аналогичным образом.                                                                                                |
| Ту-114 6НК-8                         | Проект дальнего самолёта с шестью ТРДД НК-8, проект рассматривался как альтернатива Ил-62М. |
| Ту-114-200                           | Вариант с компоновкой на 200 пассажиров, в 70-е годы под эту компоновку были переоборудованы практически все самолёты. |
| Ту-114А                              | Проект модернизированного самолёта на 98—102 человек для сверхдальних беспосадочных перелётов, жёсткие кессон-баки, изменённая механизация крыла, проектные работы проводились в 1962—1963 гг.                                                   |
| Ту-114Д (дальний)                    | С 1962 года часть серийных машин была переоборудована для полётов на Кубу, число пассажиров было сокращено, на нижней палубе разместили дополнительные топливные баки, взлётная масса была доведена до 182 000 кг. Не являлись Ту-116 (Ту-114Д). |
| Ту-114Т и Ту-114ТС                   | Проекты переоборудования пассажирских Ту-114 в транспортные и транспортно-санитарные машины. |
| Ту-114 ПЛО                           | Проект переоборудования Ту-114 в самолёт ПЛО с ядерной силовой установкой. |
| самолёт «115» (Ту-115)               | Проект военно-транспортного самолёта на базе первого широкофюзеляжного варианта Ту-114. |
| Ту-126 (обозначение в НАТО — «Moss») | Серийный самолёт ДРЛО, Изготовлено 8 серийных самолётов и 1 опытный экземпляр (1962 год). |

## Эксплуатация
19 мая 1959 выполнен некоммерческий перелёт из Москвы (Внуково) в Хабаровск и обратно с пассажирами на борту, в основном авиационными специалистами.
Первый демонстрационный полёт в Нью-Йорк самолётом Ту-114 (бортовой номер СССР-Л5611) был выполнен летом 1959 года; самолёт приземлился в аэропорту Айделуайлд (позднее назван именем Джона Кеннеди) и привёз правительственную делегацию во главе с заместителем председателя Совета министров СССР на «Выставку достижений советской науки, техники и культуры», которая открылась в Нью-Йорке; самолёт сам стал экспонатом выставки в аэропорту.
В сентябре того же года был выполнен ещё один рейс из Москвы через океан — в США прилетела делегация СССР во главе с Н. С. Хрущёвым.
Первый регулярный рейс в Хабаровск выполнен 24 апреля 1961 года.
Первый перелёт из Москвы в Гавану с посадкой в Гвинее (аэродром Конакри, построен советскими специалистами) выполнен 10 июля 1962 года. Всего выполнено четыре рейса через Конакри, а затем правительство Гвинеи запретило, под давлением США, «посадку самолётов весом более 150 тонн». Ещё четыре рейса было выполнено с посадкой в Дакаре (Сенегал), после чего полёты были запрещены под предлогом «наличия на борту оружия». Ещё три рейса выполнили через Алжир, но и здесь под давлением США полёты запретили. Пришлось искать новую трассу, выполняя обязательство перед правительством Кубы о регулярном воздушном сообщении. Первый технический рейс с посадкой на дозаправку в Мурманске выполнен 22 декабря 1962 года. Первый рейс в Гавану по северному маршруту с пассажирами на борту был выполнен 7 января 1963 года на самолёте Ту-114Д СССР-76480. С этого момента начались регулярные рейсы, с посадкой на дозаправку на военном аэродроме г. Оленегорск Мурманской области.
Впрочем, иногда сильный встречный ветер над Атлантикой вынуждал производить техническую посадку на дозаправку на американской авиабазе в Нассау на Багамах. Оплата керосина и обеспечения производилась наличными долларами и преимущественно талонами фирмы «Shell», которые давали скидку в 10 %. Иногда в кабине Ту-114Д находились штурманы бомбардировщиков Ту-95, во время перелётов над Атлантикой получавшие хорошую практику. Применялось и сопровождение Ту-114 боевыми Ту-95 до точки возврата.

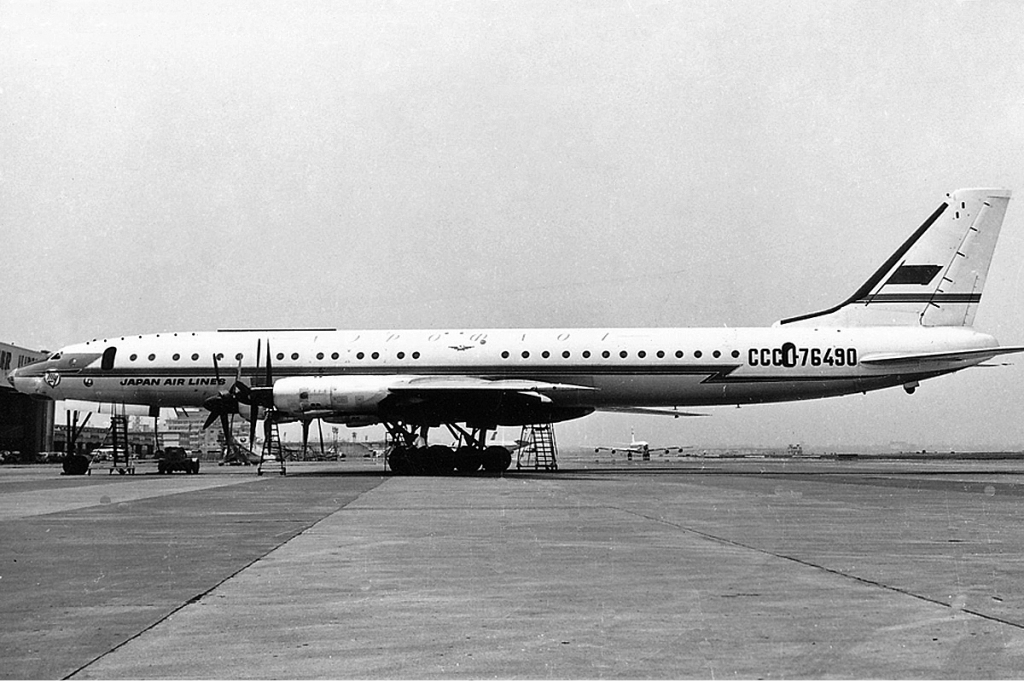
Ту-114 в совместной ливрее «Аэрофлота» и «Japan Airlines»

Для полётов в Японию было переоборудовано два самолёта — салон поделили на 1-й класс и эконом, с общей вместимостью 105 пассажиров. Эксплуатация выполнялась совместно с японской авиакомпанией «Japan Airlines», в составе экипажа были в том числе и японские бортпроводники, а на самолёты была нанесена партнёрская ливрея «Аэрофлот — JAL». Первый рейс выполнен 17 апреля 1967 года.
В последующие годы выполнялись внутренние рейсы из Домодедова в Алма-Ату, Ташкент, Новосибирск и Хабаровск.
В период своей лётной эксплуатации самолёты Ту-114 входили лишь в авиапарк авиакомпаний Аэрофлот и Japan Airlines. Кроме этого, Ту-114 также использовались для дальних перелётов высших должностных лиц СССР и различных государственных делегаций. Ту-114 совершал дальние демонстрационные и коммерческие полёты в пределах СССР, в США, Канаду, Индию, страны Африки.
Прекращение эксплуатации на гражданских авиалиниях Ту-114 произошло через десять лет после окончания серийного производства, в декабре 1976 года.
2 декабря 1976 года свой последний рейс по маршруту Домодедово — Хабаровск — Домодедово совершил борт СССР-76485, завершив таким образом историю пассажирской эксплуатации самолётов Ту-114.
Большинство машин к этому времени налетали по 15 000 часов, появились трещины в силовых панелях двигателей. Доработками и ремонтом решили не заниматься, так как к тому времени турбовинтовые машины уже морально устарели, и нишу дальнемагистральных перевозок уже более 10 лет прочно занимал гораздо более современный Ил-62. Ещё одним недостатком самолётов этого типа была большая шумность и вибрация в салоне от моторов НК-12. Если для бомбардировщика это было приемлемо, то для пассажирского самолёта резко снижало комфорт, тем более на рейсах, длившихся свыше 8 часов.
Списали самолёты к лету 1977 года, и тогда был порезан на металлолом сразу двадцать один самолёт. После этого несколько машин продолжали использоваться ВВС Советского Союза до начала 1980-х годов.

### Рекорды
24 марта 1960 года Ту-114, управляемый экипажем И. М. Сухомлина, поднял в воздух 25 тонн груза и пролетел по замкнутому маршруту 1002,098 километра со средней скоростью 871,78 км/ч, установив восемь рекордов. Через неделю этот экипаж установил на Ту-114 ещё восемь рекордов, пройдя с грузом в 25 200 кг путь от Москвы до Мелитополя и обратно — 2000 километров — за 2 часа 20 минут и 10 секунд со средней скоростью 857,277 км/ч. 9 апреля были установлены очередные рекорды: самолёт провёз груз в 25 тонн по маршруту Москва—Свердловск—Севастополь—Москва, покрыв расстояние в 5000 км за 5 часов 43 минуты 14 секунд; средняя скорость составляла 877,2 км/ч
Всего на самолёте Ту-114 было установлено 32 мировых авиационных рекорда. Среди достижений Ту-114:
- самый большой в мире турбовинтовой пассажирский самолёт;
- самый скоростной в мире турбовинтовой пассажирский самолёт;
- единственный в мире турбовинтовой пассажирский самолёт со стреловидным крылом;
- турбовинтовой пассажирский самолёт с самыми мощными турбовинтовым двигателем (ТВД) и с наибольшей суммарной мощностью всех ТВД, установленных на одном самолёте.

### Сохранившиеся экземпляры
Самолётов Ту-114 и Ту-116, оставшихся в лётном состоянии, в настоящее время нет.
Сохранилось три нелетающих экземпляра Ту-114 и один Ту-116:
- в Центральном музее Военно-воздушных сил РФ в подмосковном Монине, находится старейший Ту-114 СССР-Л5611 — самый первый опытный самолёт 1957 года постройки (1 машина);
- в Ульяновском музее гражданской авиации 2 машины: 1 Ту-114 СССР-76490 (заводской номер 64М471) и 1 Ту-116 СССР-76462 (заводской номер 7802);Ту-114 в аэропорту Домодедово
(утилизирован в 2006 году)

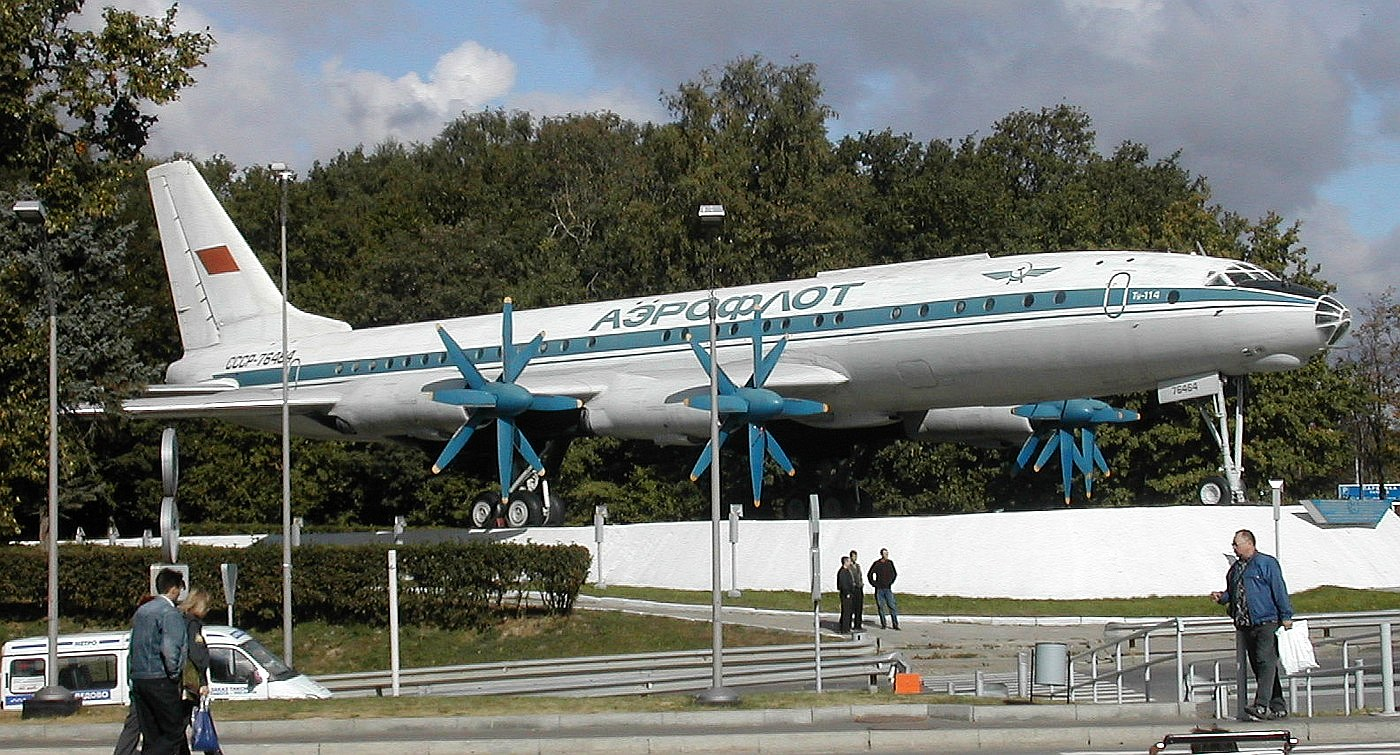
Ту-114 в аэропорту Домодедово
(утилизирован в 2006 году)

- в экспозиции Музея авиации авиационного колледжа в городе Кривой Рог (Украина) находится на хранении Ту-114 СССР-76485 (заводской номер 63М461), который предполагается установить в Государственном музее авиации в Киеве.

Экземпляр Ту-114 СССР-76464 (заводской номер 98413), стоявший на постаменте у въезда в аэропорт Домодедово c 1976 года, был уничтожен 2 августа 2006 года собственником аэропорта — компанией «Ист Лайн», при реконструкции аэропорта.
Экземпляр Ту-114 СССР-76470 находился на территории Внуковского авиаремонтного завода (400-й ВАРЗ) и выполнял функции учебного пункта ГО. Был распилен летом 2006 года при реконструкции аэропорта Внуково.

### Потери самолётов
Единственная катастрофа с самолётом Ту-114 (бортовой номер CCCP-76491) произошла 17 февраля 1966 года в Шереметьеве. Причина — принятие ошибочного решения произвести взлёт в плохих метеоусловиях ночью с ВПП, расчищенной от снега не на полную ширину.
Экипаж командира корабля В. А. Филонов, получив приказ на взлёт от старшего в экипаже — начальника транспортного отдела Главного управления гражданского воздушного флота Ю. К. Валериуса — не смог выдержать направление взлёта вдоль оси ВПП, при отрыве самолёт зацепился левой тележкой шасси за снежный бруствер на краю полосы, что вызвало бросок самолёта влево с опусканием носа, экипаж накренил лайнер вправо и тот, зацепившись винтами 3-го и 4-го двигателей правой консоли крыла за поверхность земли, рухнул на лётное поле, разрушился и сгорел.

Часть пассажиров и экипажа (21 человек, в том числе командир экипажа В. А. Филонов и штурман Н. Д. Солянов) погибли. Ю. К. Валериус и ещё несколько человек выжили.
Кроме этого борта, за время эксплуатации был потерян ещё только один самолёт — в августе 1962 года во Внуково при обслуживании лайнера из-за ошибки технического персонала сложились основные стойки шасси.

## Лётно-технические характеристики
Приведены данные Ту-114.
Источник данных: Gunston, 1995, p. 184; Арсеньев, 2000.

Технические характеристики
- Экипаж: 5
- Пассажировместимость: 170—220
- Грузоподъёмность: 22 500 кг
- Длина: 54,1 м
- Размах крыла: 51,1 м
- Высота: 15,5 м
- Площадь крыла: 311,1 м²
- Масса пустого: 85 800—88 200 кг
- Нормальная взлётная масса: 164 000 кг
- Максимальная взлётная масса: 179 000 кг
- Масса топлива во внутренних баках: 60 800 кг (82 000 л)
- Силовая установка: 4 × ТВД НК-12М
- Мощность двигателей: 4 × 15  000 л. с. (4 × 11  185 кВт)

Лётные характеристики
- Максимальная скорость: 880 км/ч на 7100 м
- Крейсерская скорость: 750—770 км/ч
- Посадочная скорость: 205 км/ч
- Практическая дальность: 9720 км (с грузом 15 000 кг)
- Практический потолок: 12  000 м
- Длина разбега: 1600 м
- Длина пробега: 1550 м
- Уровень шума: 108—112 дБ

## Недостатки самолёта
- Для обслуживания требовался трап с большей высотой, чем для других самолётов.
- Высокий уровень шума (108…112 дБ) и вибраций в салоне от работы винтов мощных двигателей НК-12;
- Несовершенная конструкция крыла 1955 года с мягкими топливными баками вместо кессон-баков;
- При максимальной загрузке топливом (для сверхдальних перелётов) не обеспечивалась достаточная безопасность взлёта при отказе одного из двигателей.

## Галерея

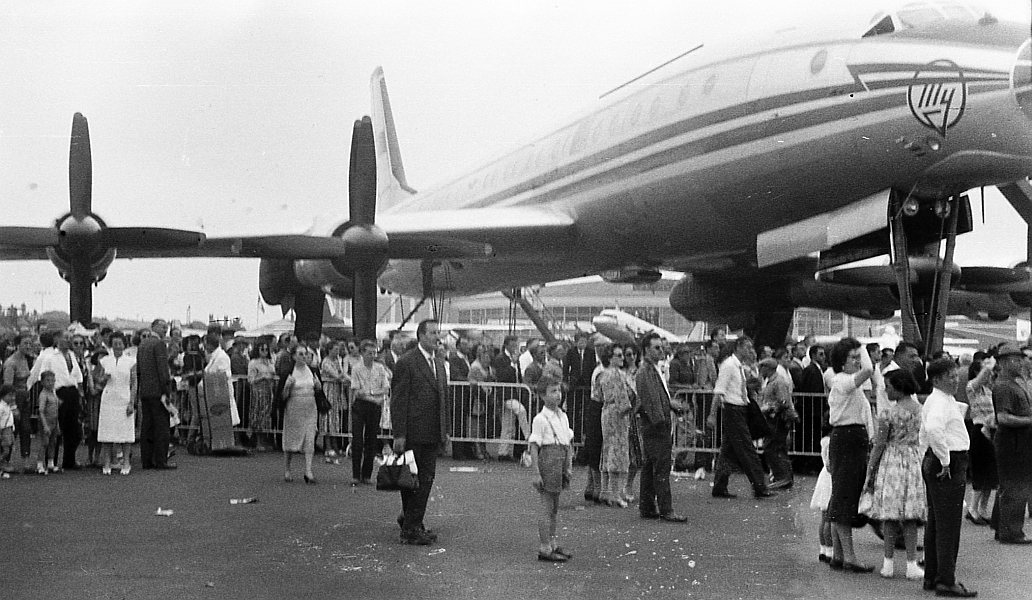
Ту-114 на Парижском авиационном салоне 1961 года
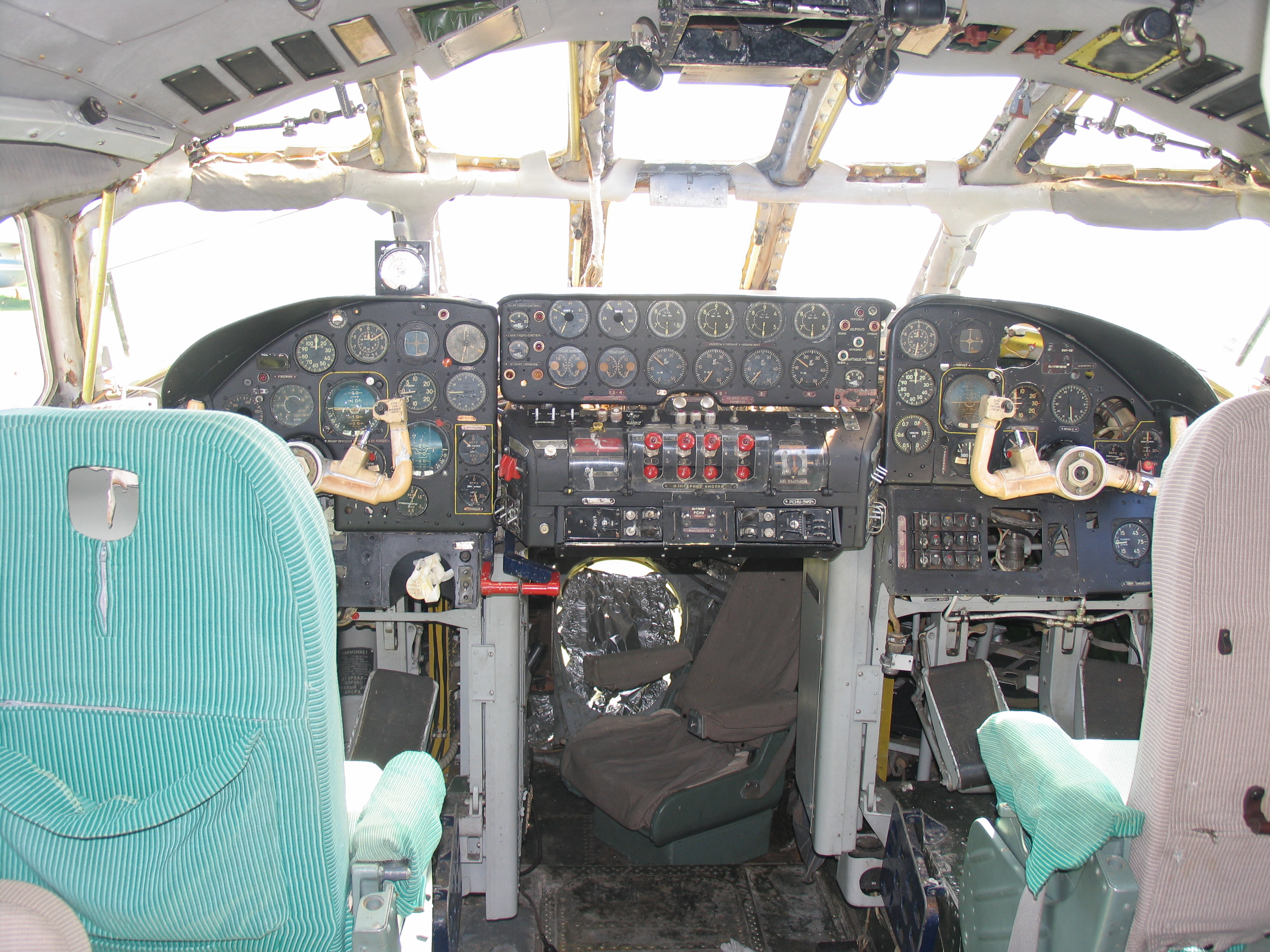
Кабина управления Ту-114. Внизу под приборами, в носовом фонаре, место штурмана.
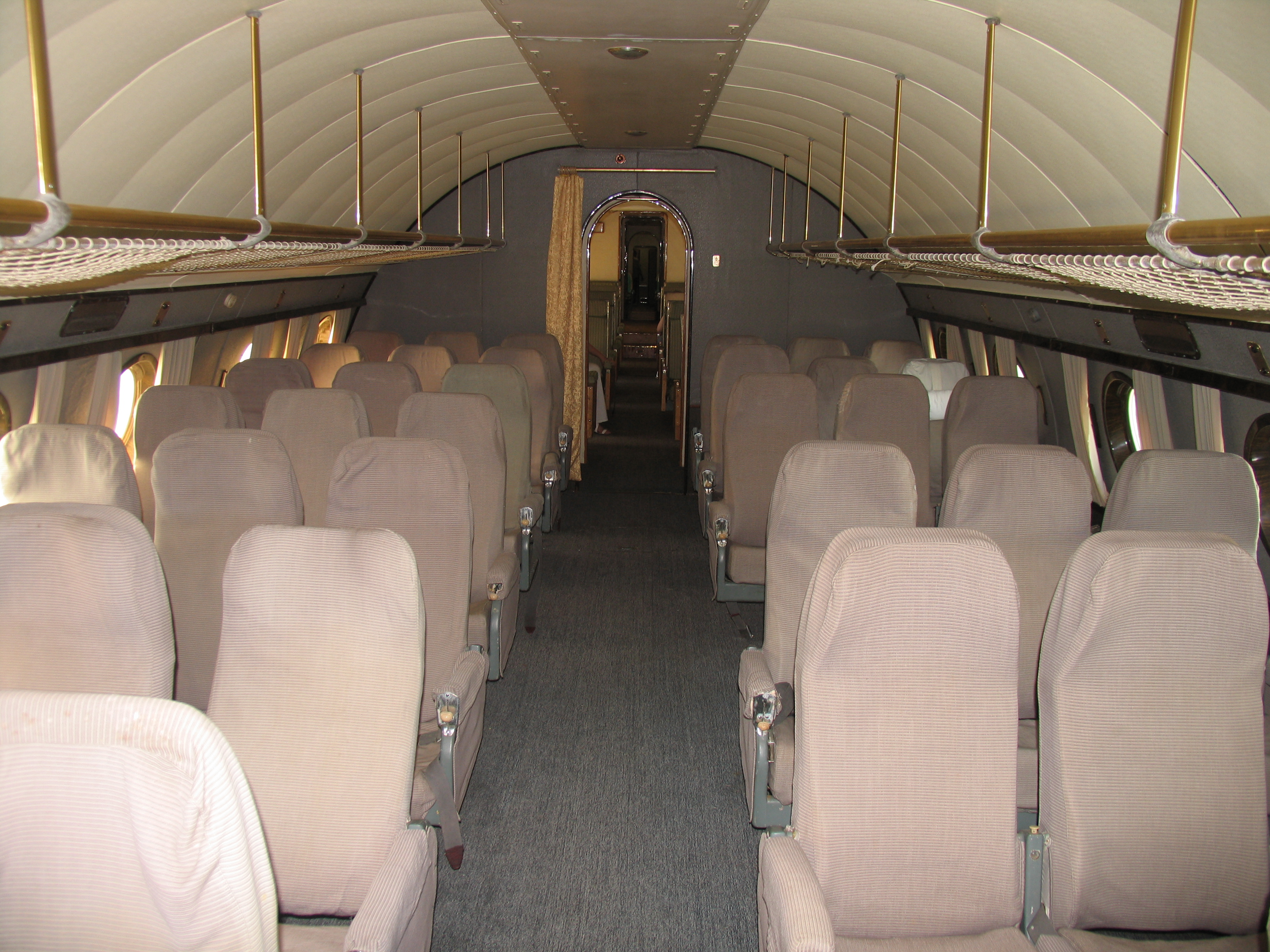
Пассажирский салон Ту-114
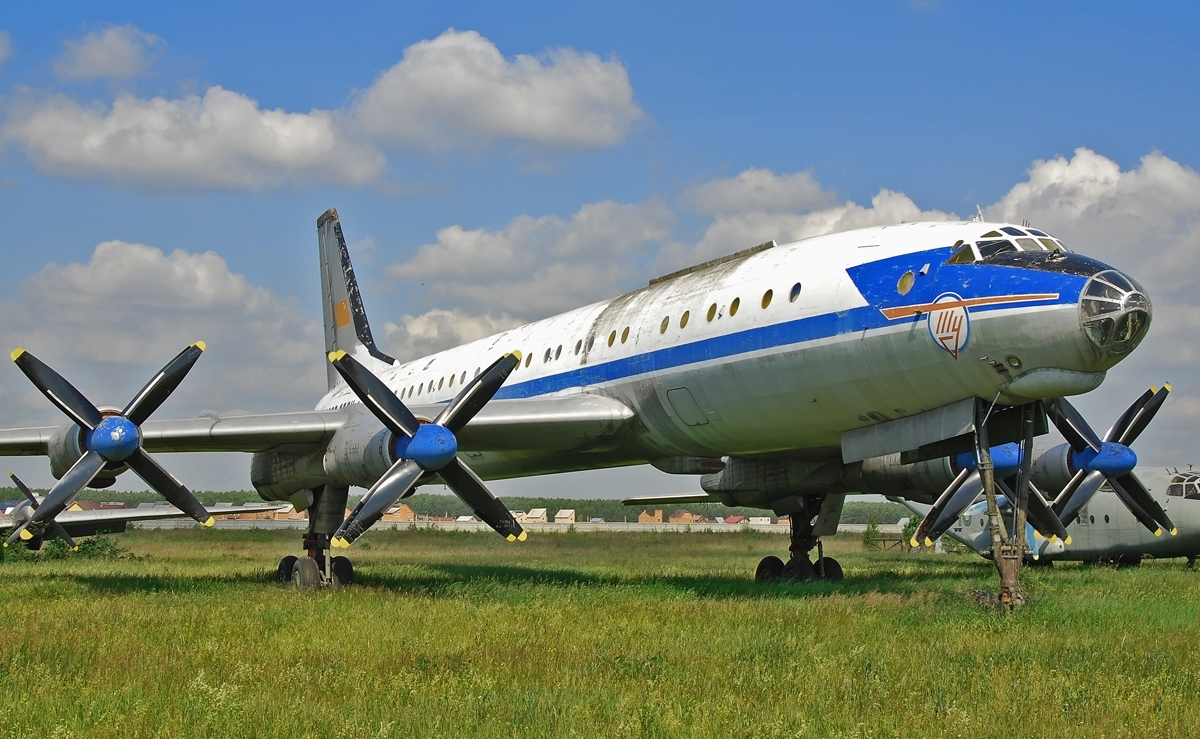
Ту-114 в музее Монино в первоначальной заводской ливрее
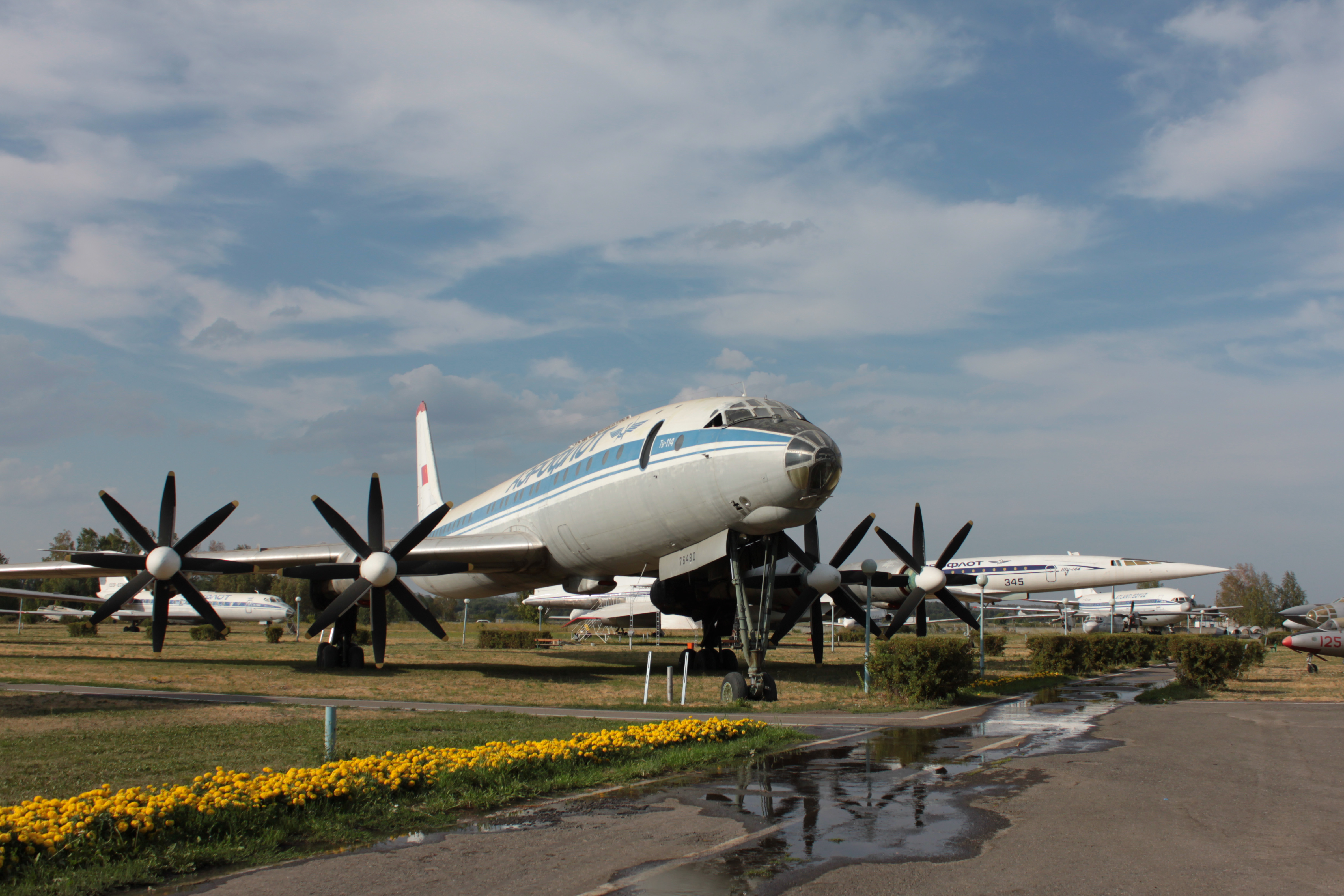
Ту-114 в авиационном музее Ульяновска, в фирменной ливрее Аэрофлота образца 1973 года.
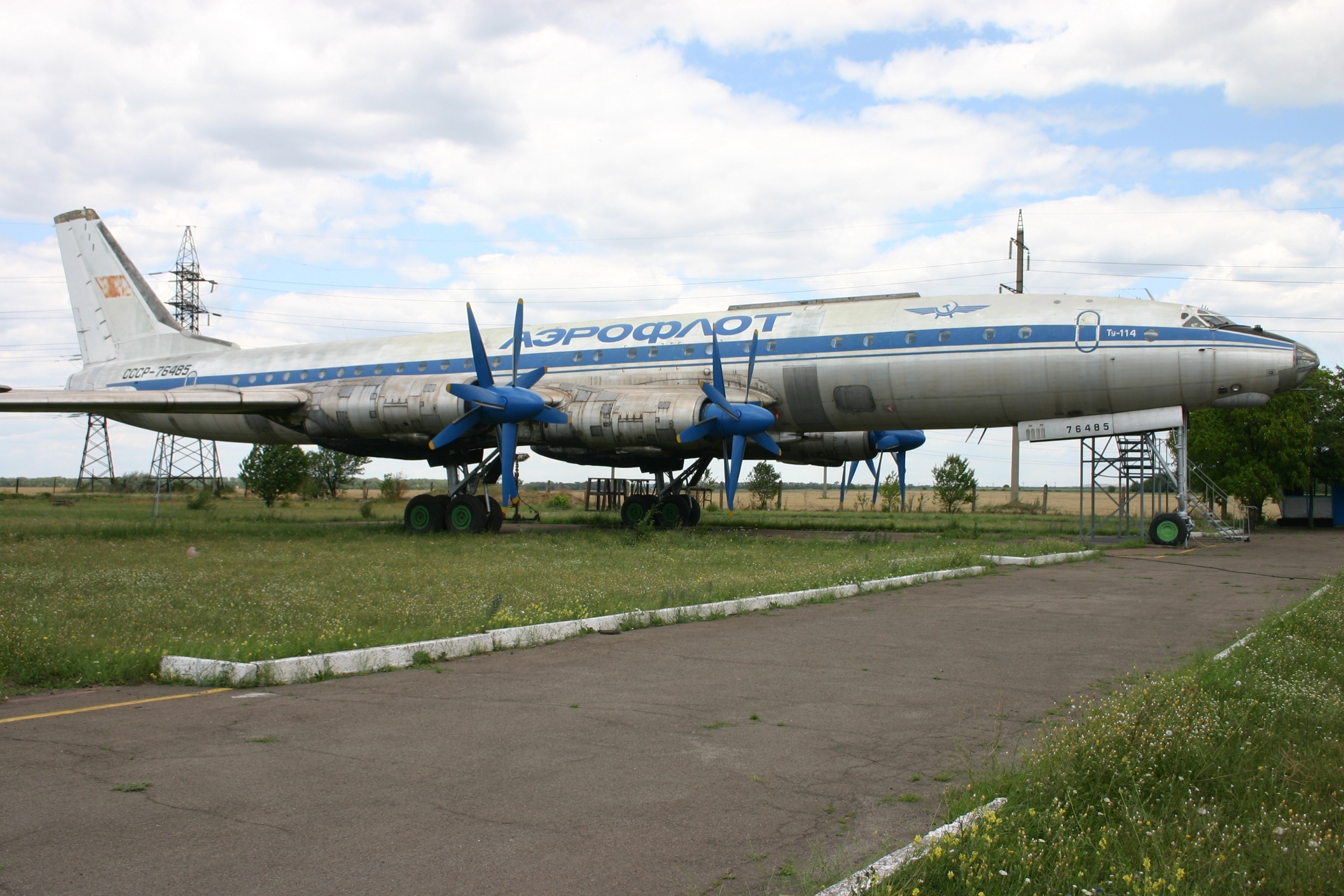
Ту-114, 9 июля 2007 года.
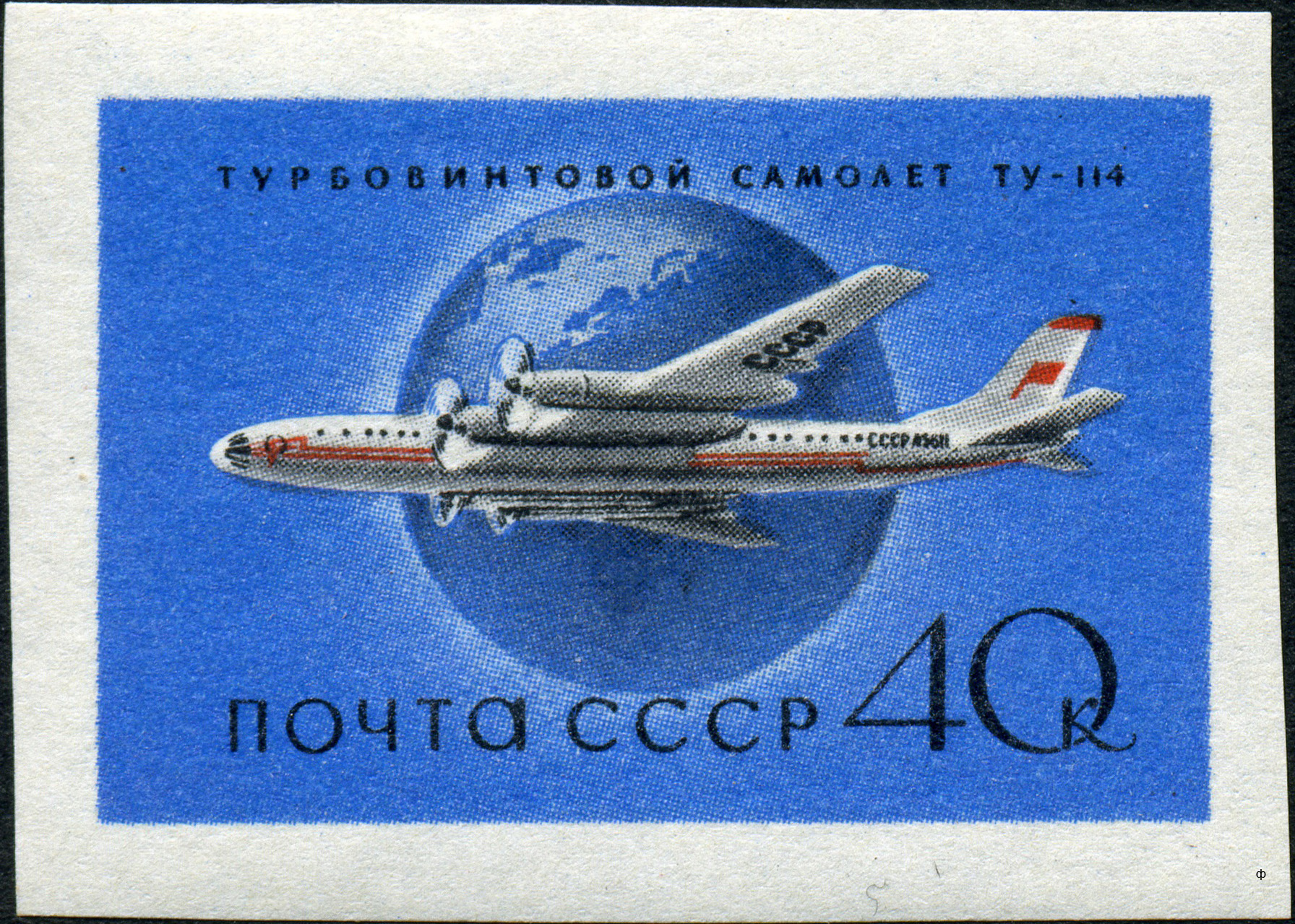
Почтовая марка 1958 года с изображением самолёта Ту-114

## В произведениях искусства
Ту-114, стоявший на пьедестале в Домодедове, заметен в фильме «Экипаж» (1979); несколько Ту-114 на аэродроме показаны в фильме «Приключения жёлтого чемоданчика» (1970).
В фильме «Русский сувенир» (1960) героиня Любови Орловой совершает перелёт по маршруту Новосибирск — Москва на Ту-114, умудряясь обогнать вылетевший раньше по этому же маршруту Ту-104. В фильме самолёт вызывает восторг и восхищение у иностранных туристов.